# Conte di Mornington
Conte di Mornington è un titolo nobiliare della Paria d'Irlanda, oggi titolo sussidiario dei Duchi di Wellington.

## Storia

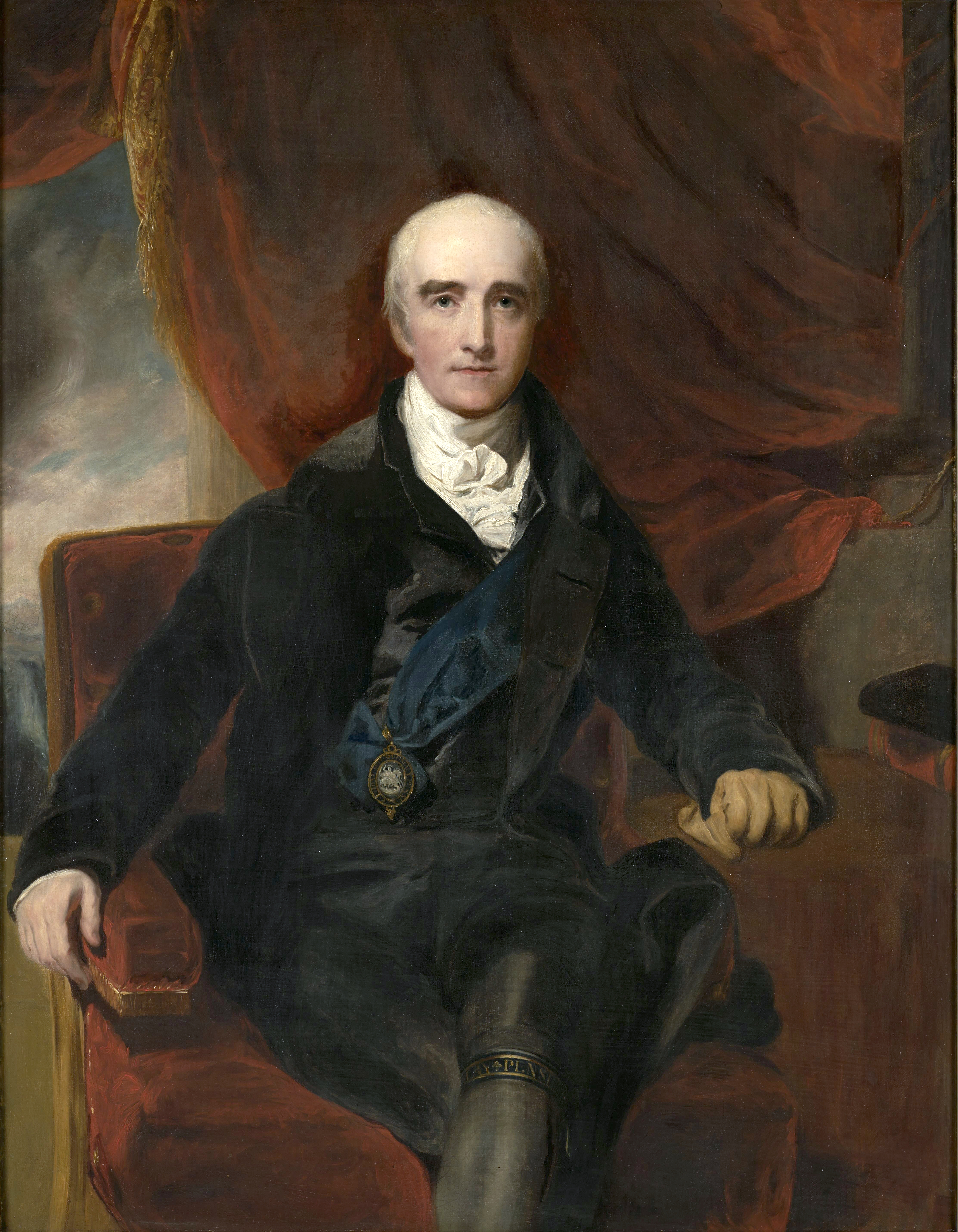
Richard Wellesley, I marchese Wellesley.

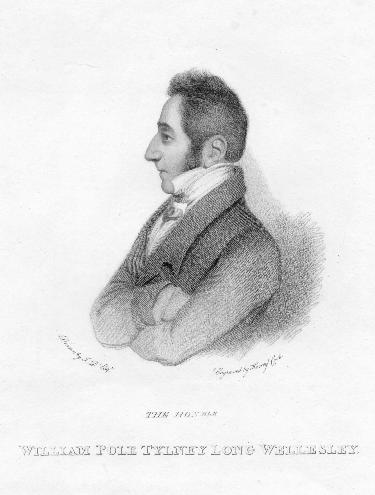
William Pole-Tylney-Long-Wellesley, IV conte di Mornington.

Il titolo venne creato nel 1760 per il politico anglo-irlandese e compositore Garret Wellesley, II barone Mornington. Contestualmente, Garret Wellesley venne nominato Visconte Wellesley, del castello di Dangan nella Contea di Meath, sempre nella parìa d'Irlanda.
Lord Mornington era il figlio primogenito di Richard Wesley, il quale rappresentava la circoscrizione elettorale di Trim alla Camera dei Comuni irlandese ed era stato già elevato alla parìa irlandese nel 1846 col titolo di Barone Mornington. Nato col nome di Richard Colley, egli aveva ereditato le residenza di Dangan e Mornington nella Contea di Meath alla morte del suo primo cugino Garret Wesley ello stesso anno per licenza reale il cognome di Wesley al posto del proprio cognome. Quattro dei figli del primo conte di Mornington si distinsero grandemente. Il terzo figlio fu Arthur Wellesley, I duca di Wellington, che sconfisse Napoleone Bonaparte nella Battaglia di Waterloo del 1815 (vedi Duca di Wellington), mentre il quinto era il diplomatico Henry Wellesley, I barone Cowley (vedi Conte Cowley).
Lord Mornington venne succeduto dal figlio primogenito, Richard, il secondo conte. Egli utilizzò il cognome di famiglia mutato in Wellesley invece di Wesley. Fu prominente soldato, diplomatico e politico. Nel 1797 venne creato Barone Wellesley, di Wellesley nella contea di Somerset, nella Parìa di Gran Bretagna, il che lo autorizzò a sedere nella Camera dei Lords britannica. Nel 1799 egli venne onorato ulteriormente col titolo di marchese Wellesley, di Norragh, nella Parìa d'Irlanda. Ad ogni modo, si dice che egli non fosse stato completamente soddisfatto di questa nomina per non aver ricevuto un ducato o perlomeno un titolo della parìa inglese di alto rango. Lord Wellesley ebbe molti figli illegittimi dalla sua amante francese Hyacinthe-Gabrielle Roland (si sposarono nel 1794 dopo la nascita dei loro figli). Uno di loro, Anne, sposò in seconde nozze Lord Charles Bentinck. La coppia fu antenata della regina Elisabetta II del Regno Unito.
Dal momento che Lord Wellesley non ebbe figli legittimi la baronia inglese del 1797 ed il marchesato si estinsero alla sua morte nel 1842. Egli venne succeduto negli altri titoli da suo fratello minore William Wellesley-Pole, I barone Maryborough, che divenne il terzo conte di Mornington. Egli fu anche politico e prestò servizio come Capo Segretario per l'Irlanda tra il 1809 ed il 1812 e come Cancelliere dello Scacchiere tra il 1811 ed il 1812. Nato William Wesley, assunse con licenza reale del 1781 anche il cognome di Pole succedendo all'eredità di suo cugino, William Pole. Nel 1798 egli assunse il cognome di Wellesley-Pole invecew di Wesley-Pole. Nel 1821 venne elevato nella parìa del Regno Unito al titolo di barone Maryborough, di Maryborough nella Queen's County. Venne succeduto da suo figlio, il quarto conte. Sposò Catherine, figlia e coerede di Sir James Tylney-Long, VII baronetto (vedi Baronetti Tylney-Long). La ragazza era molto conosciuta nella società londinese dell'epoca come la "The Wiltshire heiress" ed era reputata tra le più ricche ereditiere d'Inghilterra. Per matrimonio assunse con licenza reale il cognome di Tylney and Long. Lord Mornington viene soprattutto ricordato per uno stile di vita dissipato che portò alla distruzione della residenza dei Tylney, Wanstead House. Egli venne succeduto dal figlio primogenito e unico sopravvissutogli, il quinto conte. Egli fu oggetto di contesa per l'affidamento tra suo padre e le sue due zie materne (che volevano porlo sotto la tutela del prozio, il duca di Wellington) e successivamente affrontò egli stesso una battaglia legale con suo padre sulla vendita di una residenza di famiglia, Draycot House. Lord Mornington morì senza eredi nel 1863 e quindi la baronìa di Maryborough si estinse. Egli lasciò tutte le sue proprietà al cugino di suo padre, Henry Wellesley, I conte Cowley. Egli venne succeduto nei suoi titoli irlandesi dal suo primo cugino, Arthur Wellesley, II duca di Wellington, rimanendo da allora legati alla casata dei duchi di Wellington. Il titolo di conte di Mornington è attualmente utilizzato come titolo di cortesia dall'erede apparente al marchesato di Douro, a sua volta utilizzato dall'erede apparente del ducato di Wellington. Dal 2010 il titolo è detenuto da Arthur Wellesley, conte di Mornington, nipote di Arthur Wellesley, VIII duca di Wellington.

## Baroni Mornington (1746)
- Richard Wesley, I barone Mornington (1690–1758)
- Garret Wesley, II barone Mornington (1735–1781) (creato Conte di Mornington nel 1760)

## Conti di Mornington (1760)
- Garret Wesley, I conte di Mornington (1735–1781)
- Richard Wellesley, II conte di Mornington (1760–1842) (creato Marchese Wellesley nel 1799)

## Marchesi Wellesley (1799)
- Richard Wellesley, I marchese Wellesley, II conte di Mornington (1760–1842)

## Conti di Mornington (1760; ricreato)
- William Wellesley-Pole, III conte di Mornington (1763–1845)
- William Pole-Tylney-Long-Wellesley, IV conte di Mornington (1788–1857)
- William Richard Arthur Pole-Tylney-Long-Wellesley, V conte di Mornington (1813–1863)
- Arthur Richard Wellesley, II duca di Wellington, VI conte di Mornington (1807–1884)

per le successioni successive, vedi Duca di Wellington

## Baroni Maryborough (1821)
- William Wellesley-Pole, I barone Maryborough (1763–1845) (succedette come conte di Mornington nel 1842)

vedi sopra per le successioni successive